# Nieuport 11
El Nieuport 11 era un caza biplano francés utilizado durante la Primera Guerra Mundial, construido por la empresa Société Anonyme des Etablissements Nieuport. Tiene fama de ser uno de los aviones que puso fin al llamado " el azote de los Fokker" en 1916, y fue apodado cariñosamente Bébé Nieuport. Con el Nieuport 17, que tomó su lugar en las líneas de producción, siguió siendo el caza estándar de la Entente hasta principios de 1917, cuando fue reemplazado por aviones mucho más avanzados como el SPAD S.VII.

## Historia y desarrollo
La Société Anonyme des Etablissements Nieuport aprovechó las lecciones aprendidas de las pruebas del monoplaza Nieuport 10B y las exigencias del combate a principios de 1915, en particular la necesidad de combatir un flagelo: el monoplano Fokker E.III con ametralladora sincronizada que estaba diezmando las unidades de la aviación aliada.

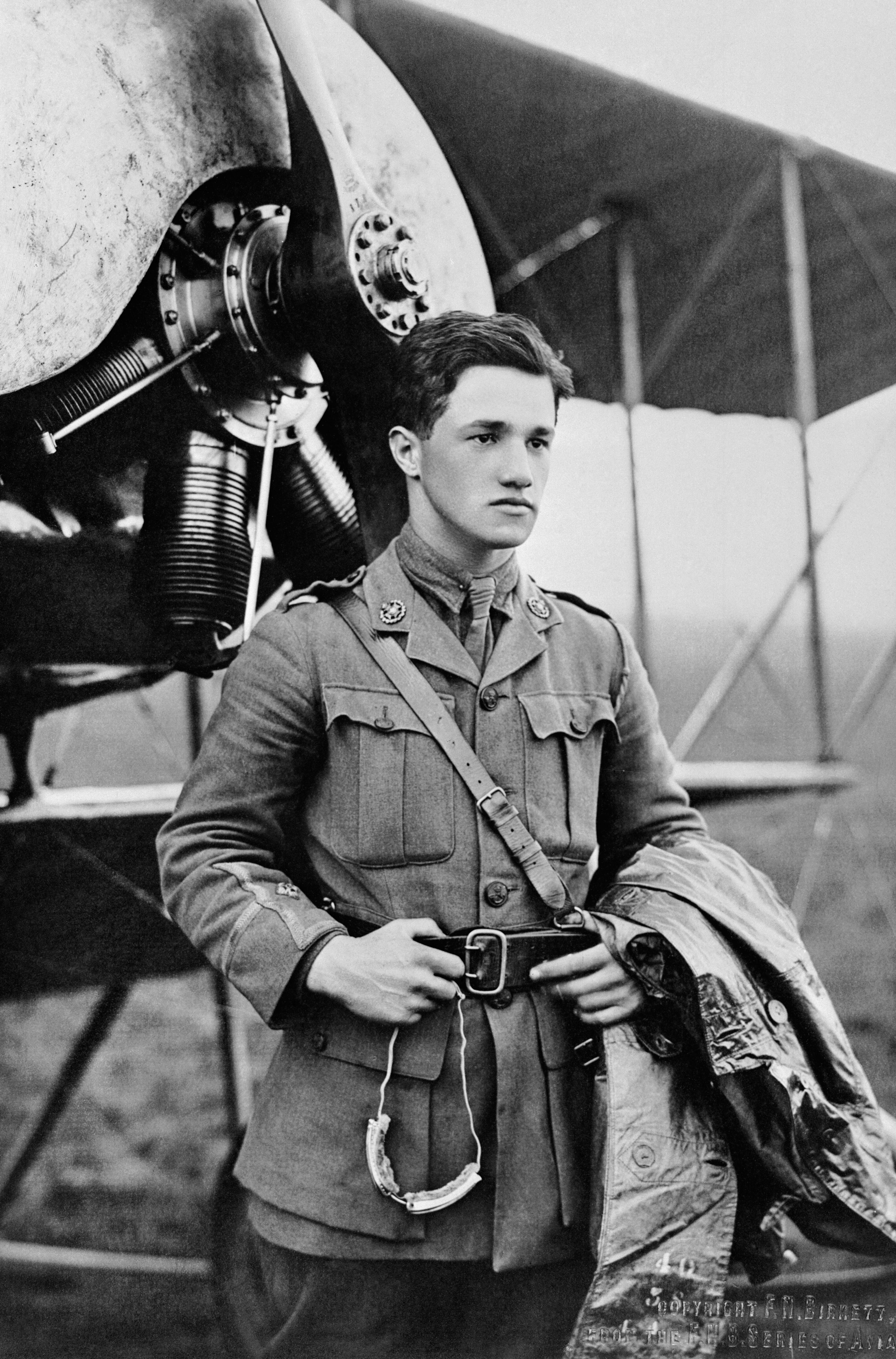
El as británico Albert Ball, con su Nieuport 11

La decisión de la firma Nieuport de construir un avión para competir en la edición de 1914 del Trofeo Gordon-Bennett, condujo posteriormente a una serie de monoplazas de caza de los cuales el primero fue el Nieuport Tipo 11, Gustave Delage diseñó un avión corto, compacto y ligero diseñado y construido en solo cuatro meses. Tras el estallido de la guerra se canceló la competición, pero, el potencial del nuevo avión quedó pronto en evidencia y se produjeron pedidos británicos y franceses. El motor era un Le Rhône rotativo de 80 hp y se instaló una ametralladora Hotchkiss - los británicos usarán una Lewis - en el plano superior. El plano inferior tenía sólo la mitad de la superficie, un rasgo que se convertiría en típico en los siguientes diseños. conocidos también como Nieuport Bébé a causa de su pequeño tamaño o Nieuport Scout, por ser la exploración su misión prioritaria.
Su desarrollo fue problemático, y en el verano de 1915 los prototipos experimentan accidentes al romperse el larguero inferior del ala superior al realizar maniobras demasiado bruscas; este grave inconveniente nunca se eliminó realmente. El segundo problema del "Bébé" es que solo está armado con una ametralladora montada en medio y encima del plano superior no sincronizada. La Hotchkiss M1908/1914 era alimentada por peines de 24 cartuchos y la LMG 08/15 alemana se alimentaba de una cinta de 250 cartuchos y contaba con mecanismo sincronizador; en 1917 fue provista de una cinta articulada con 250 disparos que soluciono temporalmente el problema.
Diseño
La búsqueda de reducción de peso en el (designación de fábrica: Type XI BB)) se lleva al extremo. La capucha, por ejemplo, se ató mediante ojales. El resultado es un aparato ligero, 290 kg sin motor, y rápido, capaz de dos horas de autonomía. La cédula estaba formada por tubos rigidizados por tensores y montados sobre yugos, facilitando la sustitución de sus elementos. Todo estaba cubierto con lona tensada y barnizada. El ala inferior está muy alejada del centro de gravedad y tiene un fuerte diedro, mientras que el ala superior de forma recta y cuerda empinada lleva alerones. Los puntales interplanos tienen forma de V e inclinados en dirección longitudinal. La relación de área entre las dos alas es la mitad, lo que hace que el "BB" sea un sesquiplano.
La buena trepada y excelente maniobrabilidad del nuevo avión, cuyas entregas comenzaron a las unidades francesas en 1915, ayudó a los Aliados a obtener temporalmente la superioridad aérea. Del Nieuport 11 y los tipos Ni 16 y Ni 17 que le siguieron se construyeron entre 1915 y 1917 varios miles de ejemplares (7200 Ni 11) que fueron fabricados en Francia por Nieuport, pero también, bajo subcontrata, en Savary, CEA, Borel, Lioré et Olivier y SAFCA); en el Reino Unido por la filial British Nieuport and General Aircraft. En Italia, Nieuport-Macchi y Elettro Ferroviera producen 543 Nieuport 11 y 150 Nieuport 17. En Rusia, el pequeño caza es fabricado en Dux, Mosca y Anatra. También sirvió con la Aviation Militaire belga y los RFC y RNAS británicos, la Escuadrilla Lafayette norteamericana y en un escuadrón de caza rumano.
Una versión mejorada, el Nieuport 16, tenía un motor rotativo Le Rhône de 110 hp apareció en 1916. Volado por pilotos británicos, belgas y franceses el Tipo 16 fue el avión en el que el as francés Georges Guynemer comenzó a hacerse famoso. También se estrenaron con él los ataques con cohetes Le Prieur contra globos-cometa y dirigibles, llevando ocho de dichos proyectiles en los montantes alares que inclinados hacia arriba se disparaban eléctricamente.
El Nieuport 11, empero, tenía vicios además de virtudes. La fórmula de sesquiplano adoptada tenía el inconveniente de que el ala inferior era estructuralmente débil, y tendía a desprenderse con cierta facilidad bajo estrés en maniobras bruscas. La ametralladora tal como se indica al principio no estaba instalada en el fuselaje, sino sobre el ala superior en un montaje Foster, lo que comprometía su manejo y precisión. La buena base que suponía su eficaz diseño se utilizó para aviones con motores de mayor potencia, como los Nieuport 16 , Nieuport 17 y modelos sucesivos.

## Historia operacional
A pesar de estas deficiencias, el primer avión llegó a la línea del frente el 5 de enero de 1916 , y pronto se vio envuelto en la Batalla de Verdún con el escuadrón del comandante Charles de Tricornot de Rose, que participó en el final del "azote Fokker". La Escadrille Lafayette también luchó en Verdún en Nieuport 11, desde junio de 1916.
El nuevo avión es rápido (155  km/h) y despega en pocos metros, asciende excelentemente y sobre todo es muy maniobrable. Durante la Batalla de Verdún en 1916 , el Nieuport 11, en compañía del Nieuport 17, infligió pérdidas tan cuantiosas a sus adversarios que el mando alemán se vio obligado a cambiar de táctica; en 1917 los aviones volaban en mayor número agrupados en Jagdstaffeln (escuadrones de combate), sistema ya iniciado por de Tricornot de Rose para superar las deficiencias del "Bébé".

## Especificaciones técnicas
Referencia datos: Enciclopedia Ilustrada de la Aviación: Vol.10, pág. 2598 (1984) Edit. Delta, Barcelona ISBN 84-85822-79-X

## Véase también

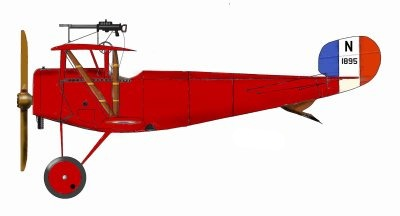
El Ni 11 de J. Navarre: "El Guardián de Verdún".

### Características generales
- Tripulación: 1
- Longitud: 5,80 m
- Envergadura: 7,55 m
- Altura: 2,45
- Superficie alar: 13,00 m²
- Peso vacío: 350 kg
- Peso cargado: 480 kg
- Peso máximo al despegue: 480 kg
- Planta motriz: 1× rotativo Le Rhône 9C.
  - Potencia: 60 kW (83 HP; 82 CV)
- Hélices: bipala

### Rendimiento
- Velocidad nunca excedida (Vne): 155 km/h
- Alcance: 2 h 30 min
- Techo de vuelo: 4500 m

### Armamento
- Ametralladoras: 1× Hotchkiss cal. 8 mm Lebel o Lewis cal. 7,7 mm  sobre el ala superior

### Desarrollos relacionados
- Nieuport 10
- Nieuport 17
- Nieuport 24

### Aeronaves similares
- Fokker Eindecker

### Listas relacionadas
- Anexo:Aviones de caza
- Anexo:Biplanos